# Bertone GB110

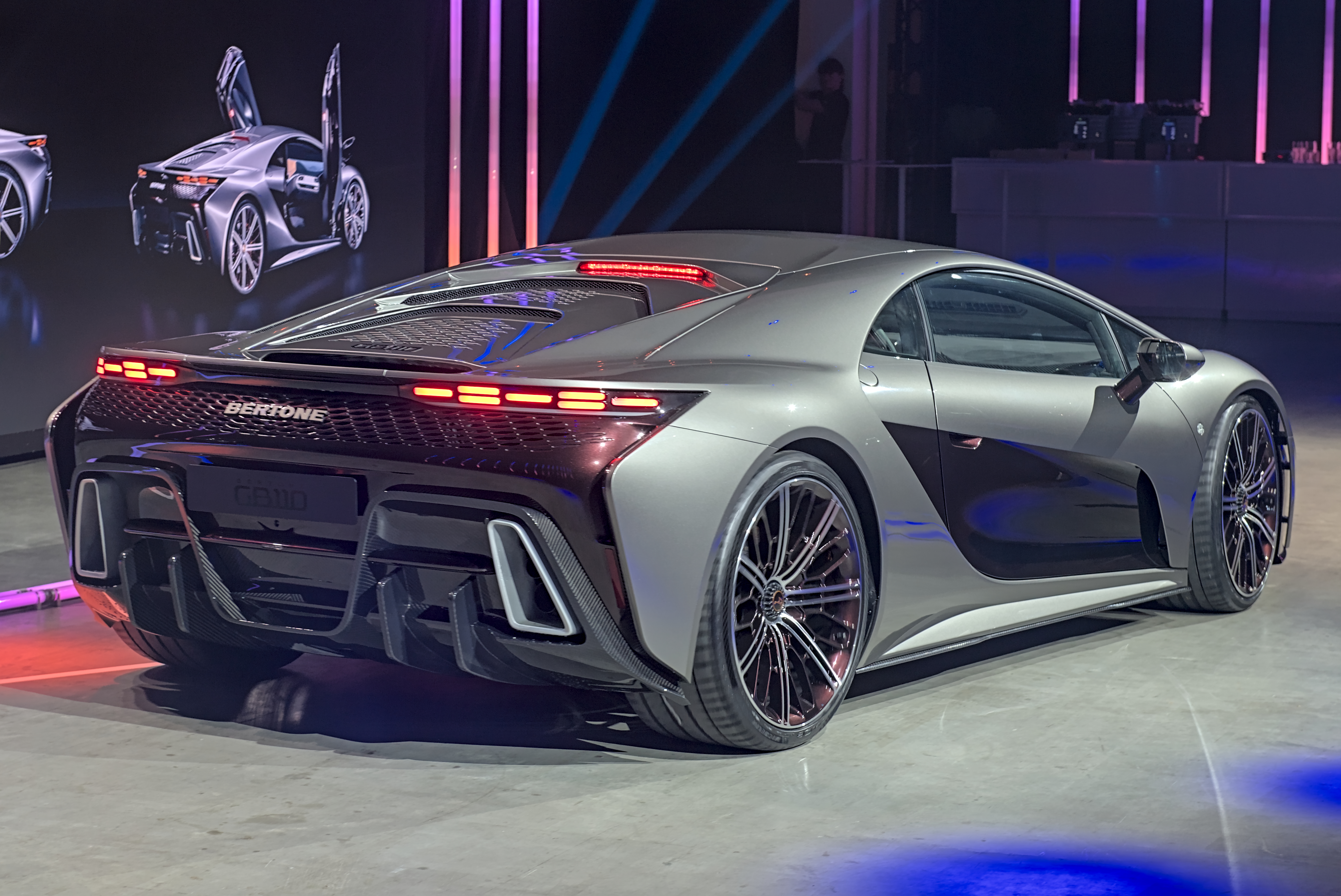
Heckansicht

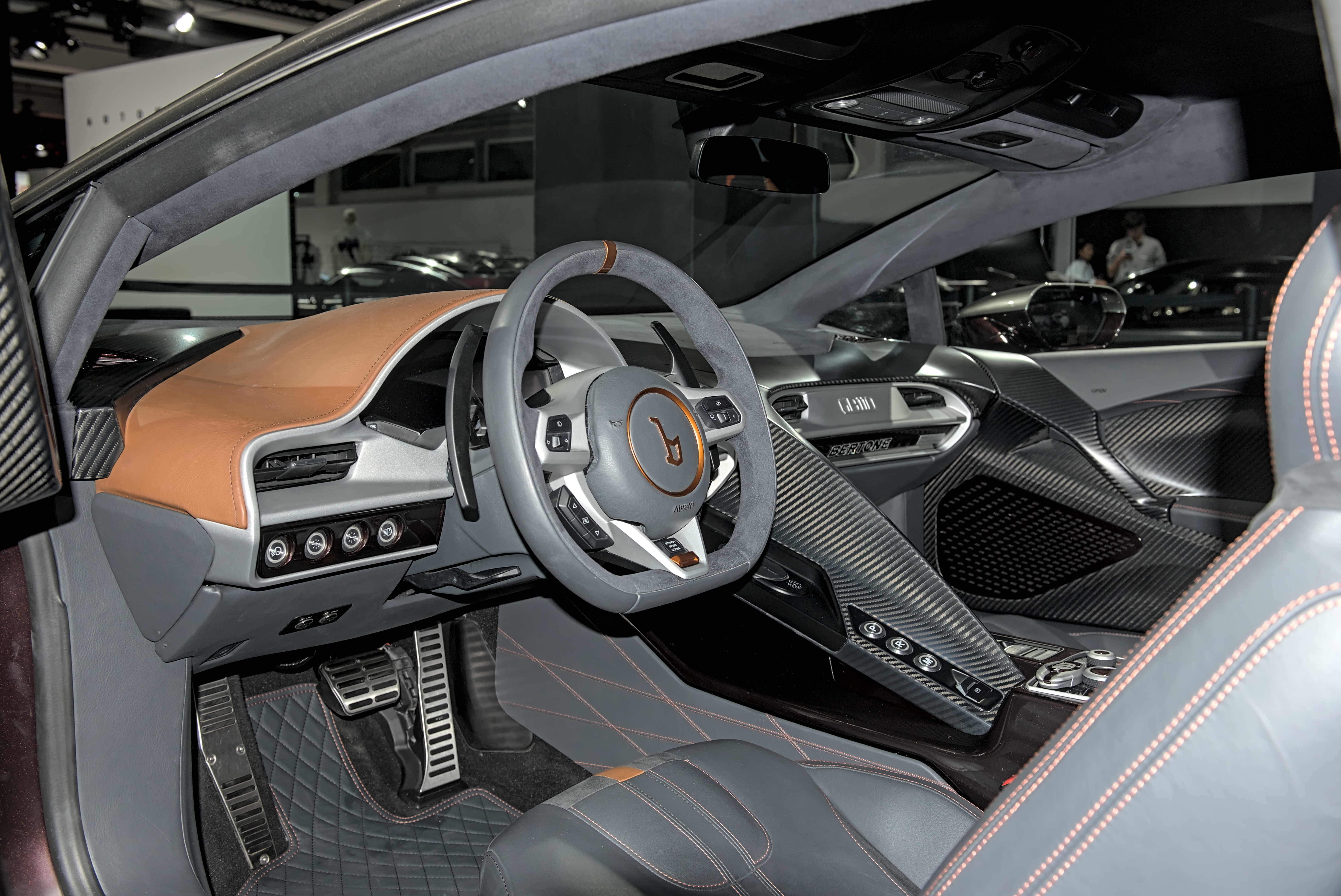
Innenraum

Der Bertone GB110 ist ein italienischer Sportwagen von Mauro und Jean-Franck Ricci. Sie sind seit 2022 Inhaber von Bertone.

## Geschichte
Erste Bilder des Fahrzeugs wurden im Dezember 2022 veröffentlicht. Die Serienversion präsentierte der Hersteller erstmals im Juni 2024 auf der Top Marques in Monaco. Die Keilform soll an den 1970 von Bertone vorgestellten Lancia Stratos 0 erinnern. Insgesamt sollen 33 Exemplare des GB110 gebaut werden.

## Technik
Angetrieben wird der Sportwagen vom aus dem Lamborghini Huracán bekannten 5,2-Liter-V10-Ottomotor. Im GB110 leistet er maximal 827 kW (1124 PS), das höchste Drehmoment beträgt 1100 Nm. Die Kraft wird durch ein 7-Stufen-Doppelkupplungsgetriebe an alle vier Räder übertragen. Aus dem Stand soll der Wagen in 12,9 Sekunden auf 300 km/h beschleunigen, die Höchstgeschwindigkeit liegt bei 350 km/h. Die vorn 21 Zoll und hinten 22 Zoll großen geschmiedeten Aluminiumräder werden an doppelten Querlenkern geführt. Es wird eine Carbon-Keramik-Bremse eingesetzt. Der Innenraum des Zweitürers ist über Scherentüren erreichbar.
Zur Serienausstattung zählen unter anderem ein Head-up-Display, ein Navigationssystem und eine Klimaautomatik.

## Technische Daten
|                            | GB110                                    |
| -------------------------- | ---------------------------------------- |
| Bauzeitraum                | seit 2024                                |
| Motorkenndaten             |                                          |
| Motortyp                   | V10-Ottomotor mit 90°-Zylinderbankwinkel |
| Hubraum                    | 5204 cm³                                 |
| max. Leistung              | 827 kW (1124 PS) bei 8170/min            |
| max. Drehmoment            | 1100 Nm bei 6650/min                     |
| Kraftübertragung           |                                          |
| Antrieb, serienmäßig       | Allradantrieb                            |
| Getriebe, serienmäßig      | 7-Stufen-Doppelkupplungsgetriebe         |
| Messwerte                  |                                          |
| Höchstgeschwindigkeit      | 350 km/h                                 |
| Beschleunigung, 0–100 km/h | 2,8 s                                    |
| Beschleunigung, 0–200 km/h | 6,3 s                                    |
| Beschleunigung, 0–300 km/h | 12,9 s                                   |
| Leergewicht                | 1423 kg                                  |